# Wilhelm Weitling
Wilhelm Weitling, né le 5 octobre 1808 à Magdebourg, mort le 25 janvier 1871 à New York, est un théoricien, écrivain et agitateur social allemand.
Il passe pour le premier théoricien allemand du communisme. Il est un représentant du socialisme utopique aux convictions chrétiennes. Il initie la Ligue des justes, organisme précurseur et origine des futurs partis socialistes et communistes en Europe et dans le monde. Il appelle de ses vœux « une révolution sociale qui priverait les riches des moyens de s'enrichir aux dépens des pauvres ». Il met en avant le rôle du prolétariat, dont il fait lui-même partie.

## Vie
Weitling était l'enfant illégitime d'une domestique, Christiane Weitling, et d'un officier de l'armée française d'occupation, Guillaume Terijon. Son père disparut lors de la campagne de Russie. L'enfance de Weitling fut marquée par la pauvreté et il mourra dans des conditions financières précaires.
Compagnon tailleur, il se rendit à Paris où il rejoignit la Ligue des bannis en 1836, une association constituée notamment de compagnons artisans allemands. Ceux-ci avaient choisi l’exil en France, parce qu’ils étaient persécutés dans leurs contrées d’origine à cause de leurs tendances démocratique, révolutionnaire et subversive. Idéologiquement, ils étaient les disciples du socialiste utopique français Gracchus Babeuf et de ses théories révolutionnaires, transmises par les écrits de l’Italien Philippe Buonarroti. Par ses contacts avec des compagnons en voyage, la Ligue fit connaître son programme dans tout l’espace germanophone.
La même année, 1836, de nombreux adhérents quittèrent la Ligue des bannis pour fonder, à l’instigation de Weitling, la Ligue des justes. Sur le plan idéologique, celle-ci favorisait l’agitation sociale au détriment de la pratique conspirative. Après l’échec du soulèvement de 1839 contre la Monarchie de juillet, la Ligue des justes transféra son siège de Paris à Londres. C’est là qu’elle subit l’influence grandissante de Karl Marx et Friedrich Engels. En 1847, la Ligue des justes sera rebaptisée Ligue des communistes.
Entre 1841 et 1844, Weitling entreprit, en provenance de Paris et à la demande de la Ligue des justes, un voyage à travers la Suisse. Il y visita différentes sociétés d’artisans, afin de les encourager à la lutte, tout en travaillant comme éditeur, écrivain et tailleur. C’est à Vevey qu’il fit imprimer son ouvrage théorique principal Garanties de l'harmonie et de la liberté. Grâce à son ami vaudois Louis-Henri Delarageaz, il entra en contact, certes indirect, avec Pierre-Joseph Proudhon. À Zurich, il fut arrêté et incarcéré pendant dix mois. Weitling réussit toutefois à sauver le manuscrit de L'Évangile du pauvre pécheur qui paraîtra à Berne en 1845. À sa sortie de prison en 1844, Weitling partit d’abord pour Magdebourg, puis pour Londres.
Weitling propageait une vision communiste de la lutte des classes. Il se détournait ainsi des utopistes humanitaires français comme Saint-Simon ou Charles Fourier, qui défendaient le mouvement coopératif en France. Selon Weitling, les intérêts des ouvriers et ceux de la bourgeoisie étaient totalement incompatibles. Il revendiquait une révolution non seulement politique, mais aussi sociale qui impliquerait un bouleversement radical du système des revenus. Ce dernier point lui paraissait la condition sine qua non pour l’émancipation du prolétariat. Il s’engagea pour l’instruction politique des ouvriers afin de créer les bases d’une lutte autonome des travailleurs en faveur de leurs intérêts.
En 1846, Weitling fit la connaissance de Karl Marx et de Friedrich Engels. Une rivalité éclata entre Weitling et Marx, alors que les deux hommes avaient des conceptions différentes de la révolution. La rupture devint inéluctable et les adhérents de Weitling furent exclus de la Ligue des communistes. Weitling quitta l’Angleterre pour New York. Lors de la Révolution allemande de 1848, il retourna dans son pays où il ne joua pourtant qu'un « rôle mineur ». À la fin de l’année 1849, il était déjà de retour aux États-Unis. Il y édita entre 1850 et 1855 la revue Republik der Arbeiter et fonda le « Deutscher Arbeiterbund New York / German Workingsmen's League » (Ligue allemande des travailleurs). En 1851, Weitling se rendit dans la colonie Communia à Clayton County, Iowa, fondée en 1847 par Heinrich Koch. Il y investit les fonds de la Ligue allemande des travailleurs et se fit élire administrateur de Communia. Le noyau de Communia était constitué d’anciens membres d’une colonie utopiste précédente, la New Helvetia. Celle-ci était l’œuvre d’Andreas Dietsch à Osage County, Missouri, mais s’était dissoute en 1845. Vers la fin de l’année 1851, la colonie socialiste Communia à Iowa, dorénavant sous la direction de Weitling, rejoignit la Ligue allemande des travailleurs et précipita cette dernière dans la ruine financière trois ans plus tard. L’administrateur Weitling échoua et en 1854, la Communia fut dissoute dans la haine et la discorde. La liquidation finale de Communia n’intervint qu’en 1864 par décision d’un tribunal.
En 1854, Weitling épousa aux États-Unis l‘Allemande Karoline Toedt et abandonna toute fonction officielle l’année suivante. Il regagna New York où il reprit son métier de tailleur.
Les recherches sur Weitling lui attribuent – sans doute sous l’influence des écrits polémiques de Marx – une « place historique peu claire et controversée ». « La position de Weitling est affectée par le problème suivant : est-il un précurseur du marxisme, le « Jean Baptiste » de celui-ci en quelque sorte, ou représente-t-il une forme du communisme du printemps des peuples qui n’a pas réussi à s’imposer ? » D’après Schäfer, Weitling était « le premier théoricien du travail allemand et un agitateur d’un rayonnement certain, et ce jusque dans les années 60 du 19e siècle. »
Ludwig Feuerbach s'inspire de ses écrits mais lui reproche son « athéisme religieux »[réf. nécessaire]. Karl Marx et Friedrich Engels sont également influencés par ses analyses.

## Œuvres
- 1838 : L'Humanité telle qu'elle est et telle qu'elle devrait être,
- 1842 : Garanties de l'harmonie et de la liberté.
- 1843 : L'Évangile du pauvre pécheur, qui lui vaut d'être emprisonné pour « attaques contre la religion ».

## Citations
- « La liberté vraie, la liberté de tous, n'est possible qu'après l'abolition de la monnaie et de la propriété »
- « Il y aura toujours des révolutions, mais elles ne seront pas toujours sanglantes »